# Гипотеза Уиллмора
Гипотеза Уиллмора — это нижняя граница энергии Уиллмора тора. Гипотеза носит имя английского математика Томаса Уиллмора, который сформулировал её в 1965 году. Доказательство гипотезы анонсировано Маркишем и Невишом в 2012 году и опубликовано в 2014 году.

## Энергия Уиллмора
Пусть {\displaystyle v:M\to \mathbb {R} ^{3}} будет гладким погружением компактной ориентированной поверхности. Пусть дано многообразие M и риманова метрика, порождённая погружением {\displaystyle v}. Пусть {\displaystyle H:M\to \mathbb {R} } будет средней кривизной (среднее арифметическое главных кривизн κ1 и κ2 в каждой точке). В такой нотации энергия Уиллмора W(M) многообразия M задаётся выражением
{\displaystyle W(M)=\int _{M}H^{2}\,dA.}
Нетрудно доказать, что энергия Уиллмора удовлетворяет неравенству {\displaystyle W(M)\geqslant 4\pi } с равенством тогда и только тогда, когда многообразие M является вложенной сферой.

## Утверждение
Вычисление величины W(M) для нескольких примеров даёт повод предположить, что должна быть граница, лучшая чем {\displaystyle W(M)\geqslant 4\pi } для поверхностей с родом {\displaystyle g(M)>0}. В частности, вычисление W(M) для тора с различными симметриями привели Уиллмора в 1965 году к следующей гипотезе, которая теперь носит его имя
Для любого тора M, гладко погружённого в R3, выполняется неравенство {\displaystyle W(M)\geqslant 2\pi ^{2}}.
В 1982 году Питер Ли и Яу Шинтун доказали гипотезу в невложенном случае, показав, что если {\displaystyle f:\Sigma \to S^{3}} является погружением компактной поверхности, которая не является вложением, то W(M) не менее {\displaystyle 8\pi }.
В 2012 году Фернанду Кода Маркиш и Андре Невиш доказали гипотезу во вложенном случае с помощью минимаксной теории Альмгрена — Питтса минимальных поверхностей. Мартин Шмидт заявил о доказательстве в 2002 году, но работу не приняли для публикации ни в один рецензируемый математический журнал (хотя работа не содержала доказательство гипотезы Уиллмора, Шмидт доказал некоторые другие важные гипотезы в работе). До доказательства Маркиша и Невиша гипотеза Уиллмора была уже доказана для многих специальных случаев, таких как трубчатый тор (самим Уилмором) и торы вращения (Лангером и Сингером).